# Liste deutscher Scripted-Reality-Sendungen
Die Liste deutscher Scripted-Reality-Sendungen enthält eine Aufzählung von Scripted-Reality-Serien, die in Deutschland produziert und ausgestrahlt werden oder wurden. Scripted Reality oder Pseudo-Doku ist ein Dokusoap-Genre des Reality-TV, in dem eine Reality-Show nur vorgegeben wird, die Szenen jedoch von Schauspielern (meist Laiendarstellern) nach Regieanweisung (Skript) inszeniert werden.

Anzahl deutscher Scripted-Reality-Sendungen in Produktion pro Jahr basierend auf dieser Liste

## Aktuell produzierte Sendungen
| Name                                                  | Produktionsbeginn | Thema         | Produktionsunternehmen                         | Sender     | Quellen |
| ----------------------------------------------------- | ----------------- | ------------- | ---------------------------------------------- | ---------- | ------- |
| Achtung Kontrolle! – Die Topstories der Ordnungshüter | 2012              | Dokumentation | Janus TV GmbH, MO.TIVI GmbH Film und Fernsehen | Kabel eins | [ 1 ]   |
| Berlin – Tag & Nacht                                  | 2011              | Soap          | filmpool Film- und Fernsehproduktion           | RTL II     | [ 2 ]   |
| Barbara Salesch – Das Strafgericht                    | 2022              | Gerichtsshow  | filmpool Film- und Fernsehproduktion           | RTL        | [ 3 ]   |
| Ulrich Wetzel – Das Strafgericht                      | 2022              | Gerichtsshow  | Constantin Entertainment GmbH                  | RTL        | [ 4 ]   |
| Ulrich Wetzel – Das Jugendgericht                     | 2023              | Gerichtsshow  | Constantin Entertainment GmbH                  | RTL        | [ 5 ]   |
| Köln 50667                                            | 2013              | Soap          | filmpool Film- und Fernsehproduktion           | RTL II     | [ 6 ]   |
| Auf Streife                                           | 2013              | Kriminalität  | filmpool Film- und Fernsehproduktion           | Sat.1      | [ 7 ]   |
| Hilf mir! Jung, pleite, verzweifelt …                 | 2013              | Dokumentation | Janus TV                                       | RTL II     | [ 8 ]   |
| Armes Deutschland – Stempeln oder abrackern?          | 2015              | Dokumentation | Good Times Fernsehproduktion GmbH              | RTL II     | [ 9 ]   |

## Ehemalige Sendungen
| Name                                                  | Produktionsbeginn | Produktionsende | Thema                          | Produktionsunternehmen                                         | Sender           | Quellen       |  |
| ----------------------------------------------------- | ----------------- | --------------- | ------------------------------ | -------------------------------------------------------------- | ---------------- | ------------- |  |
| Richterin Barbara Salesch                             | 1999              | 2012            | Gerichtsshow                   | filmpool Film- und Fernsehproduktion                           | Sat.1            | [ 10 ]        |  |
| Richter Alexander Hold                                | 2001              | 2013            | Gerichtsshow                   | Constantin Entertainment                                       | Sat.1            |               |  |
| Das Jugendgericht                                     | 2001              | 2007            | Gerichtsshow                   | filmpool Film- und Fernsehproduktion                           | RTL              |               |  |
| Kallwass greift ein! Zwei bei Kallwass                | 2001              | 2013            | Beratung                       | filmpool Film- und Fernsehproduktion                           | Sat.1            | [ 11 ]        |  |
| Dr. Verena Breitenbach                                | 2002              | 2003            | Beratung                       | ProSieben Television GmbH                                      | ProSieben        | [ 12 ]        |  |
| Die Jugendberaterin                                   | 2002              | 2003            | Beratung                       | COUCH POTATOES Fernsehproduktion                               | ProSieben        | [ 13 ]        |  |
| Das Familiengericht                                   | 2002              | 2007            | Gerichtsshow                   | filmpool Film- und Fernsehproduktion                           | RTL              |               |  |
| Das Strafgericht                                      | 2002              | 2008            | Gerichtsshow                   | Constantin Entertainment                                       | RTL              |               |  |
| Die Streetworker                                      | 2003              | 2004            | Beratung                       | Constantin Entertainment                                       | ProSieben        | [ 14 ]        |  |
| Die Abschlussklasse                                   | 2003              | 2006            | Soap                           | Tresor TV                                                      | ProSieben        |               |  |
| Frauentausch                                          | 2003              | 2021            | Soap                           | Constantin Entertainment GmbH, Prisma Entertainment Production | RTL II           | [ 15 ]        |  |
| Lenßen & Partner                                      | 2003              | 2009            | Detektive                      | Constantin Entertainment                                       | Sat.1            | [ 16 ]        |  |
| K11 – Kommissare im Einsatz                           | 2003              | 2013            | Kriminalität                   | Constantin Entertainment                                       | Sat.1            | [ 17 ]        |  |
| Die Autohändler                                       | 2003              | 2017            | Auto                           | Fandango Film TV                                               | RTL              | [ 18 ]        |  |
| Niedrig und Kuhnt – Kommissare ermitteln              | 2003              | 2013            | Kriminalität                   | filmpool Film- und Fernsehproduktion                           | Sat.1            | [ 19 ]        |  |
| Das Geständnis – Heute sage ich alles!                | 2004              | 2006            | Talkshow                       | Constantin Entertainment                                       | ProSieben        |               |  |
| We Are Family! So lebt Deutschland                    | 2005              | 2011            | Alltag                         | filmpool Film- und Fernsehproduktion                           | ProSieben        | [ 20 ]        |  |
| KTI – Menschen lügen, Beweise nicht                   | 2006              | 2007            | Kriminalität                   | Constantin Entertainment                                       | Sat.1 und RTL II |               |  |
| Menschen, Tiere & Doktoren                            | 2006              | 2012            | Tiere                          | Fandango Film TV                                               | VOX              |               |  |
| Mitten im Leben                                       | 2007              | 2013            | Alltag                         | Schwartzkopff TV-Productions                                   | RTL              | [ 21 ]        |  |
| Deine Chance! 3 Bewerber – 1 Job                      | 2007              | 2009            | Beratung                       | Janus TV und Picture Puzzle Medien                             | ProSieben        | [ 22 ]        |  |
| Pures Leben – Mitten in Deutschland                   | 2008              | 2013            | Alltag                         | Constantin Entertainment                                       | Sat.1            | [ 23 ]        |  |
| mieten, kaufen, wohnen                                | 2008              | 2016            | Makler                         | Fandango Film TV                                               | VOX              | [ 24 ]        |  |
| Schneller als die Polizei erlaubt                     | 2008              | 2016            | Kriminalität                   | Blueprint TV-Productions                                       | VOX              | [ 25 ]        |  |
| Betrugsfälle                                          | 2010              | 2017            | Kriminalität                   | Norddeich TV                                                   | RTL              | [ 26 ]        |  |
| Helfen Sie mir!                                       | 2009              | 2009            | Kriminalität                   | Constantin Entertainment                                       | RTL              | [ 27 ]        |  |
| Die Schulermittler                                    | 2009              | 2013            | Psychologie                    | Stampfwerk TV & Medien und Norddeich TV                        | RTL              | [ 28 ]        |  |
| Familien im Brennpunkt                                | 2009              | 2014            | Kriminalität                   | filmpool Film- und Fernsehproduktion                           | RTL              | [ 29 ]        |  |
| Verdachtsfälle                                        | 2009              | 2019            | Kriminalität                   | filmpool Film- und Fernsehproduktion                           | RTL              | [ 30 ]        |  |
| Love Diary                                            | 2010              | 2010            | Soap                           | Endemol Deutschland                                            | ProSieben        | [ 31 ]        |  |
| Streetworker                                          | 2010              | 2010            | Beratung                       | Spin TV und Producers At Work                                  | ProSieben        | [ 32 ]        |  |
| Die 2 – Anwälte mit Herz                              | 2010              | 2010            | Kriminalität                   | Constantin Entertainment                                       | Sat.1            | [ 33 ]        |  |
| Schicksale – und plötzlich ist alles anders           | 2010              | 2019            | Doku-Drama                     | Constantin Entertainment                                       | Sat.1            | [ 34 ]        |  |
| The Secret – Jetzt kommt alles raus!                  | 2010              | 2010            | Beratung                       | Constantin Entertainment                                       | ProSieben        | [ 35 ]        |  |
| 4 kämpfen für dich                                    | 2010              | 2010            | Beratung                       | Spin TV                                                        | ProSieben        | [ 35 ]        |  |
| Das Internat – Emma bloggt                            | 2010              | 2010            | Soap                           | Redseven Entertainment                                         | ProSieben        | [ 35 ]        |  |
| Unterm Hammer                                         | 2010              | 2010            | Auktion                        | Open Sense                                                     | RTL              | [ 36 ]        |  |
| X-Diaries                                             | 2010              | 2015            | Soap                           | filmpool Film- und Fernsehproduktion                           | RTL II           | [ 37 ]        |  |
| Schwer verliebt                                       | 2011              | 2014            | Alltag                         | UFA Film & TV Produktion                                       | Sat.1            | [ 38 ] [ 39 ] |  |
| Privatdetektive im Einsatz                            | 2011              | 2014            | Detektive                      | filmpool Film- und Fernsehproduktion                           | RTL II           | [ 40 ]        |  |
| Verklag mich doch!                                    | 2011              | 2014            | Psychologie                    | filmpool Film- und Fernsehproduktion                           | VOX              |               |  |
| Die Trovatos – Detektive decken auf                   | 2011              | 2015            | Detektive                      | filmpool Film- und Fernsehproduktion                           | RTL              | [ 41 ]        |  |
| Family Stories                                        | 2011              | 2018            | Alltag                         | Janus TV                                                       | RTL II           | [ 42 ]        |  |
| Hilf mir doch!                                        | 2012              | 2014            | Psychologie                    | filmpool Film- und Fernsehproduktion                           | VOX              | [ 43 ]        |  |
| Die Autoeintreiber                                    | 2012              | 2013            | Kriminalität                   | Blueprint TV-Productions                                       | RTL II           | [ 44 ]        |  |
| Zugriff – Jede Sekunde zählt                          | 2012              | 2014            | Kriminalität                   | Blueprint TV-Productions                                       | RTL II           | [ 45 ]        |  |
| Die Zollfahnder – Hart an der Grenze                  | 2012              | 2012            | Kriminalität                   | Blueprint TV-Productions                                       | RTL II           |               |  |
| Mieterzoff                                            | 2012              | 2012            | Alltag                         | filmpool Film- und Fernsehproduktion                           | VOX              |               |  |
| Endlich zuhause                                       | 2012              | 2012            | Alltag                         | Fandango Film TV                                               | VOX              |               |  |
| Lenßen                                                | 2012              | 2012            | Detektive                      | Constantin Entertainment                                       | Sat.1            | [ 16 ]        |  |
| Annica Hansen – Der Talk                              | 2012              | 2012            | Talkshow                       | Constantin Entertainment                                       | Sat.1            | [ 46 ]        |  |
| Ernst-Marcus Thomas – Der Talk                        | 2012              | 2012            | Talkshow                       | Constantin Entertainment                                       | Sat.1            | [ 46 ]        |  |
| Nachbar gegen Nachbar                                 | 2012              | 2012            | Alltag                         | MME MOVIEMENT und filmpool Film- und Fernsehproduktion         | Sat.1            | [ 47 ]        |  |
| Achtung Kontrolle! – Die Topstories der Ordnungshüter | 2012              | 2012            | Kriminalität                   | Janus TV                                                       | kabel eins       | [ 48 ]        |  |
| Testfälle – Kann ich dir vertrauen?                   | 2012              | 2012            | Kriminalität                   | Norddeich TV                                                   | RTL              | [ 49 ]        |  |
| Familien in Geldnot                                   | 2012              | 2012            | Kriminalität                   | Norddeich TV                                                   | RTL              | [ 49 ]        |  |
| Die Geldeintreiber                                    | 2012              | 2012            | Gerichtsvollzieher             | Filet Film                                                     | kabel eins       | [ 50 ]        |  |
| Mein neues Auto                                       | 2012              | 2012            | Auto                           | Janus TV                                                       | kabel eins       | [ 51 ]        |  |
| Unter Beobachtung                                     | 2012              | 2013            | Kriminalität                   | Norddeich TV                                                   | VOX              | [ 52 ]        |  |
| Der Jugendclub – Gemeinsam sind wir stark             | 2012              | 2013            | Kriminalität                   | Imago TV Film- und Fernsehproduktion                           | RTL II           | [ 53 ]        |  |
| SOKO Familie                                          | 2012              | 2013            | Kriminalität                   | Constantin Entertainment                                       | VOX              | [ 54 ]        |  |
| Familien-Fälle                                        | 2012              | 2013            | Kriminalität                   | filmpool Film- und Fernsehproduktion                           | Sat.1            | [ 55 ]        |  |
| Hilfe – Ich bin pleite! Letzte Rettung Pfandleiher    | 2013              | 2013            | Verpfändung                    | Constantin Entertainment                                       | Sat.1            | [ 56 ]        |  |
| Patchwork Family                                      | 2013              | 2013            | Soap                           | filmpool Film- und Fernsehproduktion                           | Sat.1            | [ 57 ]        |  |
| bash! – Die Party deines Lebens                       | 2013              | 2013            | Musikshow und Scripted Reality | Studio D4                                                      | RTL II           |               |  |
| Wild Wanna Bees – Die Luder-WG                        | 2013              | 2014            | Soap                           | Constantin Entertainment                                       | Sport 1          | [ 58 ]        |  |
| Mein dunkles Geheimnis                                | 2013              | 2016            | Doku-Drama                     | Schwartzkopff TV-Productions GmbH                              | Sat.1            |               |  |
| Im Namen der Gerechtigkeit – Wir kämpfen für Sie!     | 2013              | 2016            | Doku-Drama                     | Constantin Entertainment                                       | Sat.1            |               |  |
| Anwälte im Einsatz                                    | 2013              | 2015            | Soap                           | filmpool Film- und Fernsehproduktion                           | Sat.1            |               |  |
| Berlin Models                                         | 2014              | 2015            | Soap                           | filmpool Film- und Fernsehproduktion                           | RTL              |               |  |
| In Gefahr – Ein verhängnisvoller Moment               | 2014              | 2018            | Kriminalität                   | Constantin Entertainment                                       | Sat.1            | [ 59 ]        |  |
| Anwälte im Einsatz – Spezial                          | 2015              | 2015            | Soap                           | filmpool Film- und Fernsehproduktion                           | Sat.1            |               |  |
| Der Blaulicht Report                                  | 2015              | 2017            | Kriminalität                   | Norddeich TV, filmpool Fil- und Fernsehproduktion, seapoint    | RTL              | [ 60 ]        |  |
| Auf Streife – Spezial                                 | 2015              | 2015            | Soap                           | filmpool Film- und Fernsehproduktion                           | Sat.1            |               |  |
| Meike und Marcel... Weil ich dich liebe               | 2015              | 2015            | Soap                           | filmpool Film- und Fernsehproduktion                           | RTL II           |               |  |
| Sterne von Berlin – Die jungen Polizisten             | 2016              | 2016            | Kriminalität                   | UFA Serial Drama                                               | RTL II           | [ 61 ]        |  |
| Leben.Lieben.Leipzig                                  | 2018              | 2018            | Soap                           | filmpool Film- und Fernsehproduktion                           | RTL II           |               |  |
| Lovemobil                                             | 2019              | 2019            | Dokumentation                  | Elke Lehrenkrauss                                              | NDR              | [ 62 ]        |  |
| Krass Schule – Die jungen Lehrer                      | 2018              | 2021            | Psychologie                    | RedSeven Entertainment, LaPaloma TV                            | RTL II           | [ 63 ]        |  |